# Карби (село, Армения)
Карби или  Карпи  (арм. Կարբի) — село в Арагацотнском марзе Армении

## История
Согласно изданному в 1865 году «Гeогpaфичeско-стaтистичecкому cлoваpю Рoссийcкой Импepии», поселение состояло из 99 дворов в которых проживало 646 человек, а также имело армянскую церковь. Как отмечает словарь, поселение расположилось на месте древнего армянского города, развалины которого раскинулись далеко за границы деревни. Город был разрушен и пришел в упадок, после опустошительного нашествия персов в 17 веке. Согласно «Кавказскому календарю» за 1908 год, в селе проживали армяне в количестве 1447 человек 
Рядом с селом протекает река Касах, которая в прошлом иногда называлась по имени села Карби (Карпи).

## Галерея

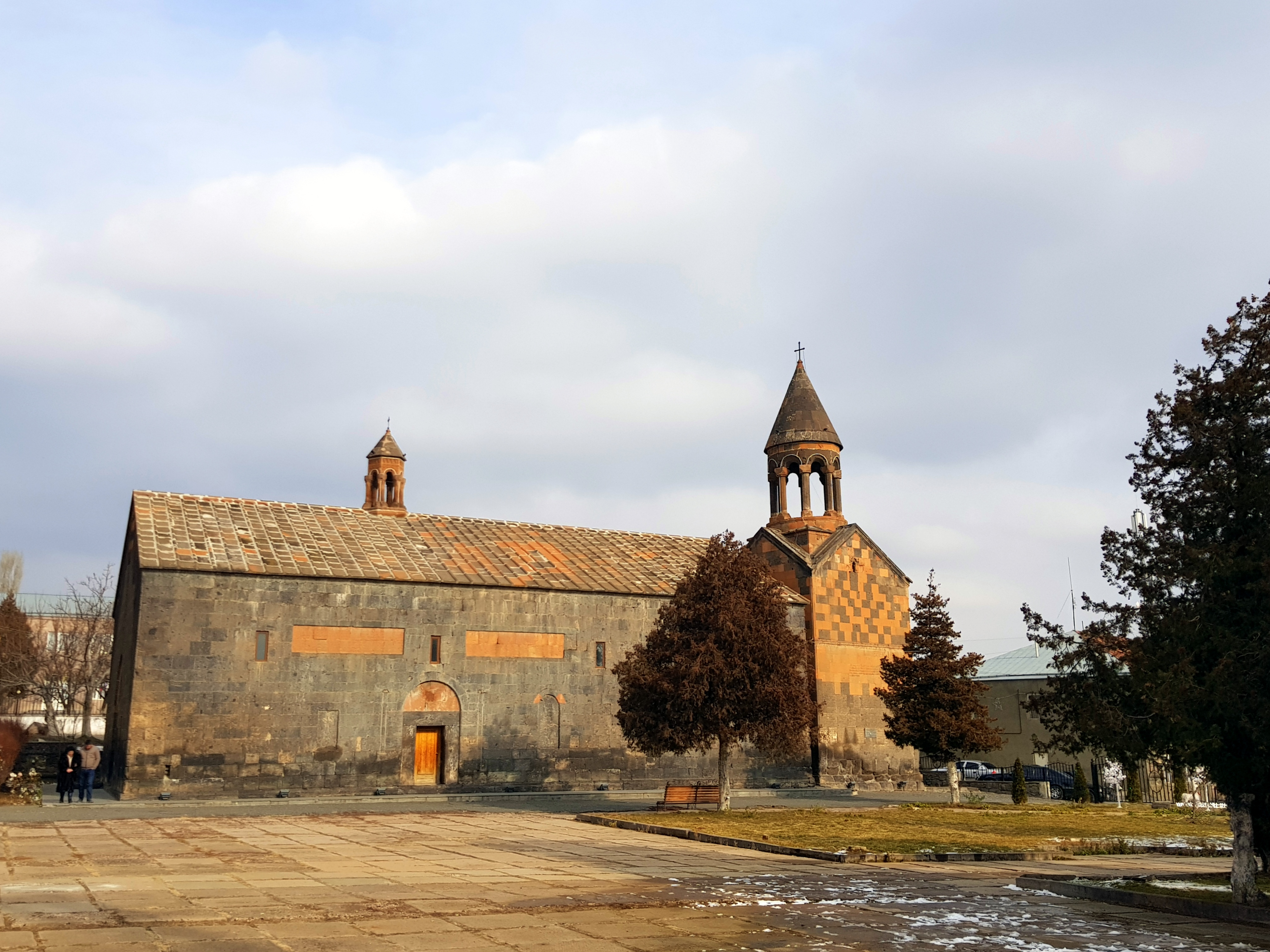
Церковь Святой Богородицы, 1691 год
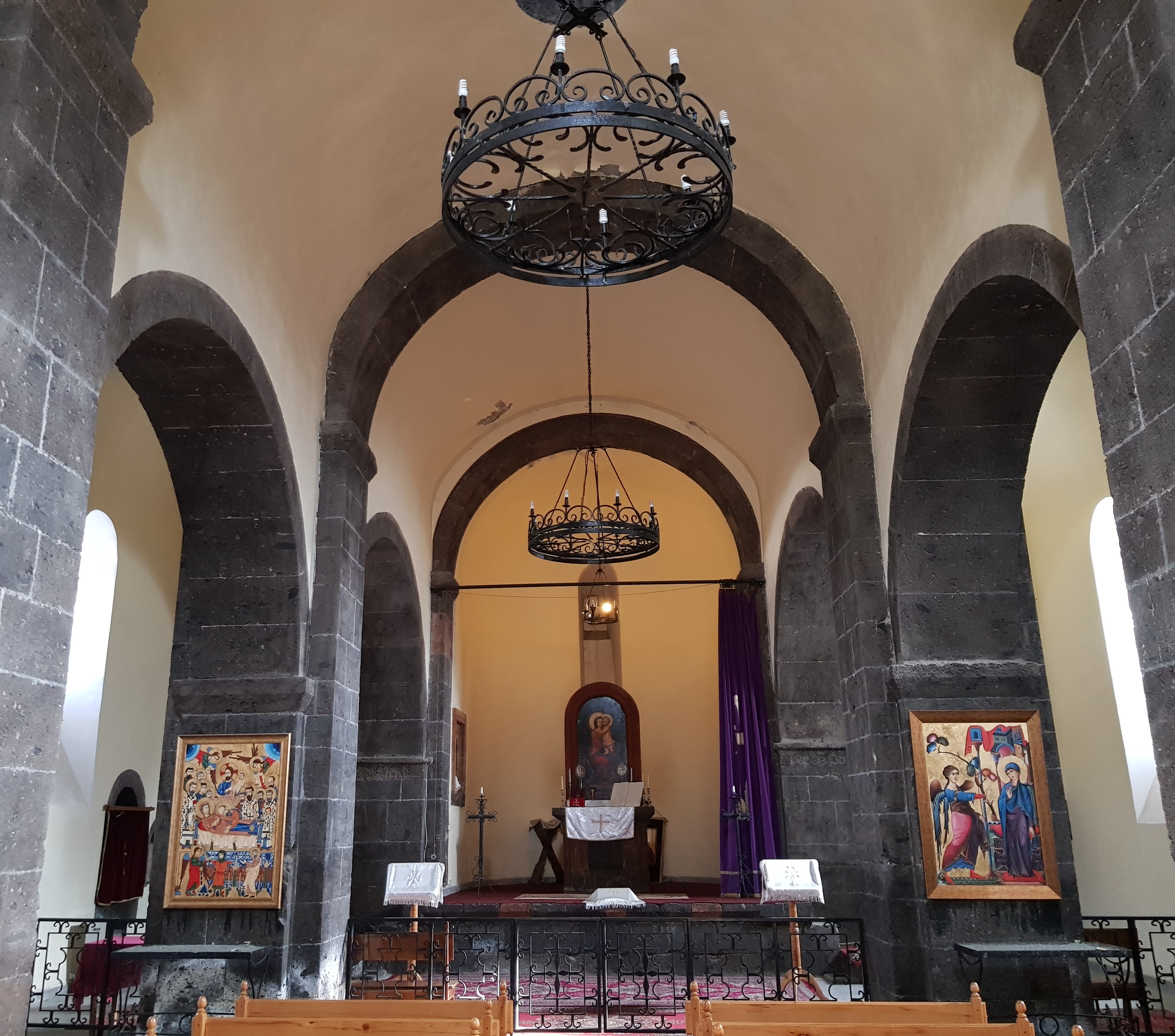